# Null (EP)
Null è un EP di Foetus, progetto del musicista australiano James George Thirlwell, pubblicato nel 1995 dalla Big Cat Records per il mercato britannico, e dalla Columbia Records per quello statunitense.
Il brano Verklemmt venne inserito nel LP dello stesso anno, Gash.
Nel 1996, venne ripubblicato insieme all'inedito EP Void, nella raccolta Null/Void.

## Tracce
Tutti i brani sono di James George Thirlwell.
1. Verklemmt – 4:45
2. Be Thankful – 4:50
3. Verklemmt (Protecto Mix) – 8:54
4. Butter – 4:05
5. Into The Light – 6:49
6. Verklemmt (Queef Mix) – 3:52

## Formazione
- James George Thirlwell - Performer